# Sierra de Francia (Sistema Central)
La sierra de Francia es una de las estribaciones del sistema Central español localizada entre la sierra de Béjar y la sierra de Gata. Políticamente, se sitúa al norte de la provincia de Cáceres y al sur de la de Salamanca, donde da nombre a una comarca homónima. Forma así, una frontera natural entre la Submeseta norte y Extremadura. 

## Geografía

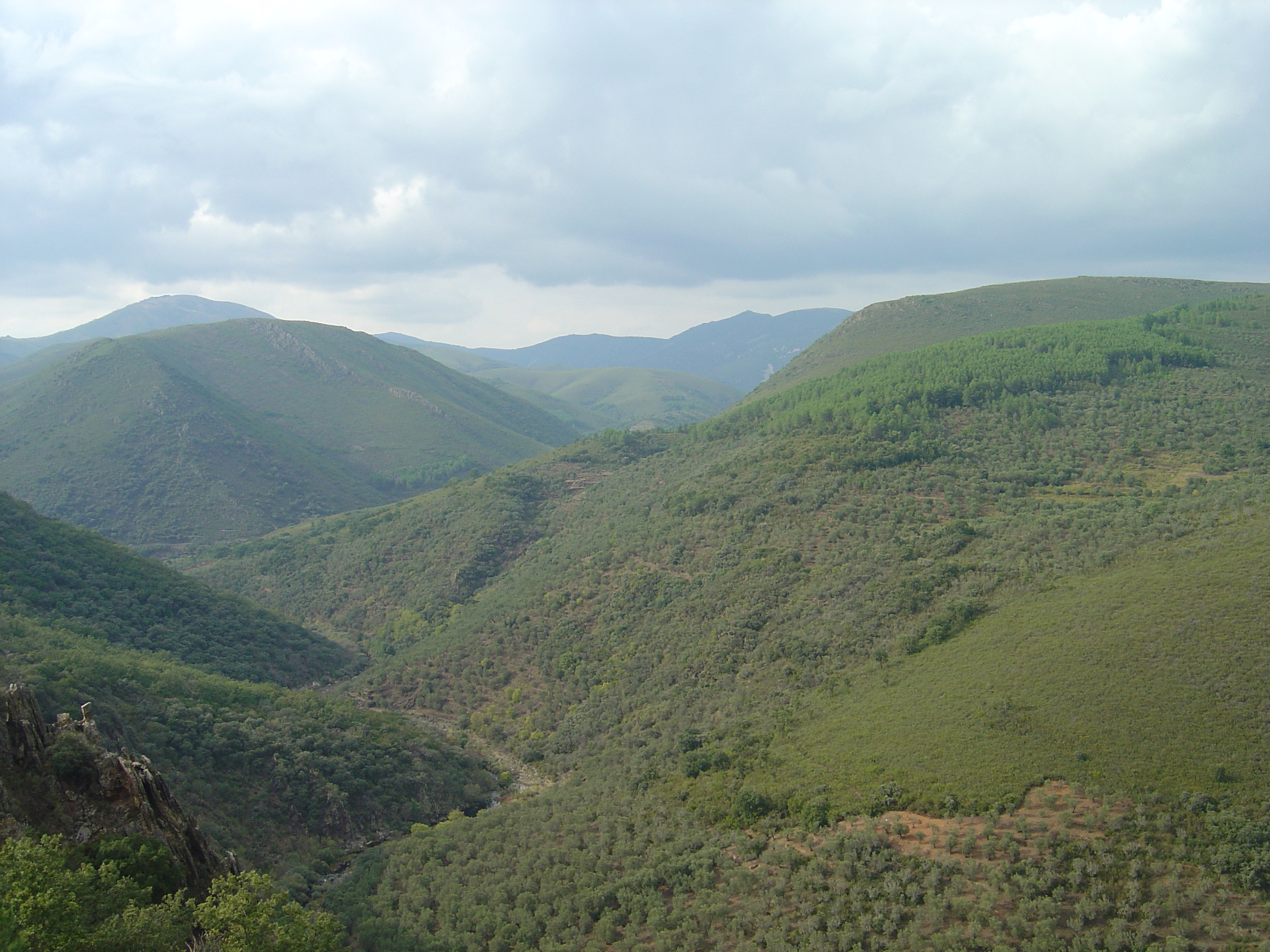
Vista del monte en San Esteban

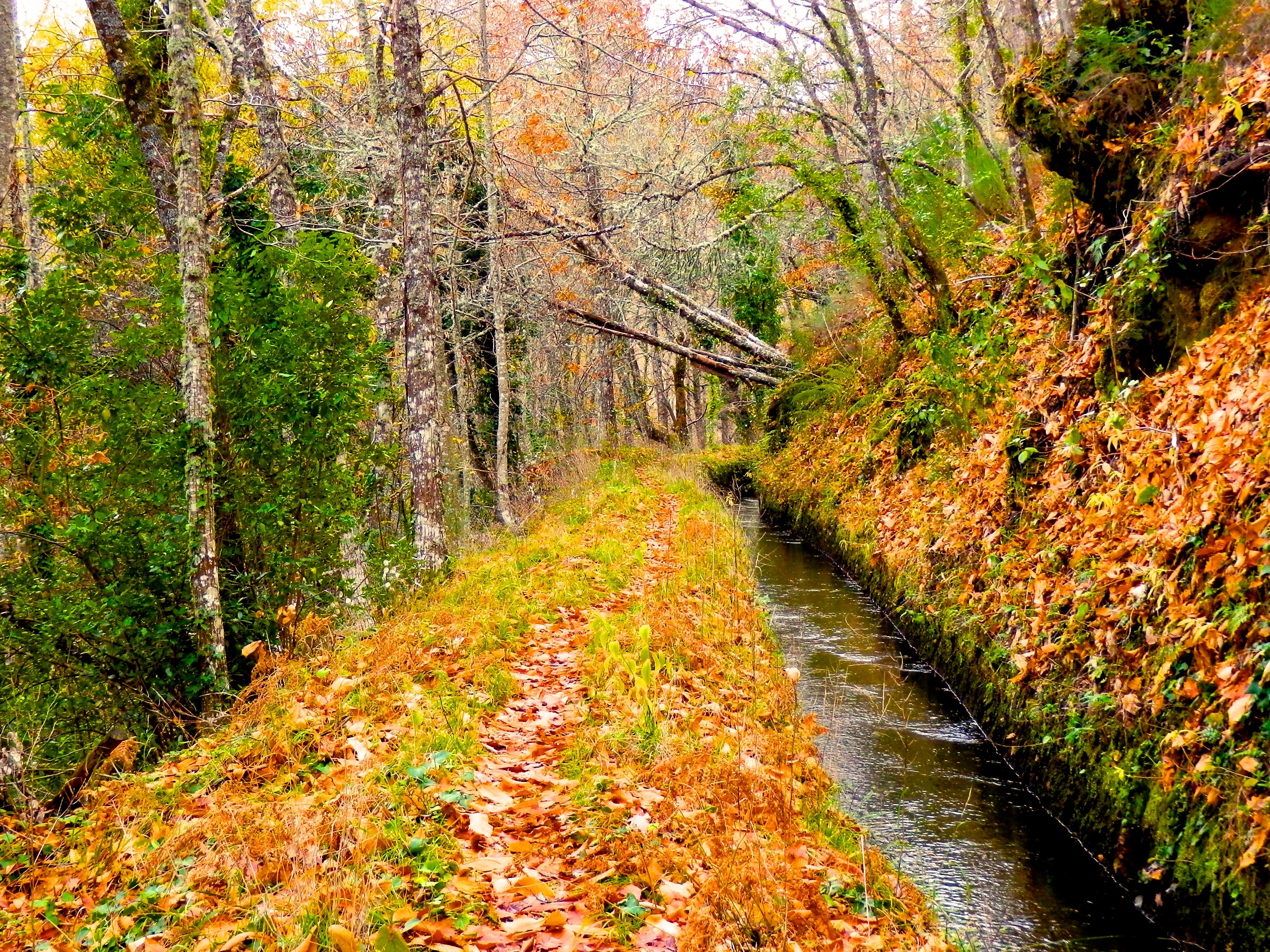
Robledales en otoño

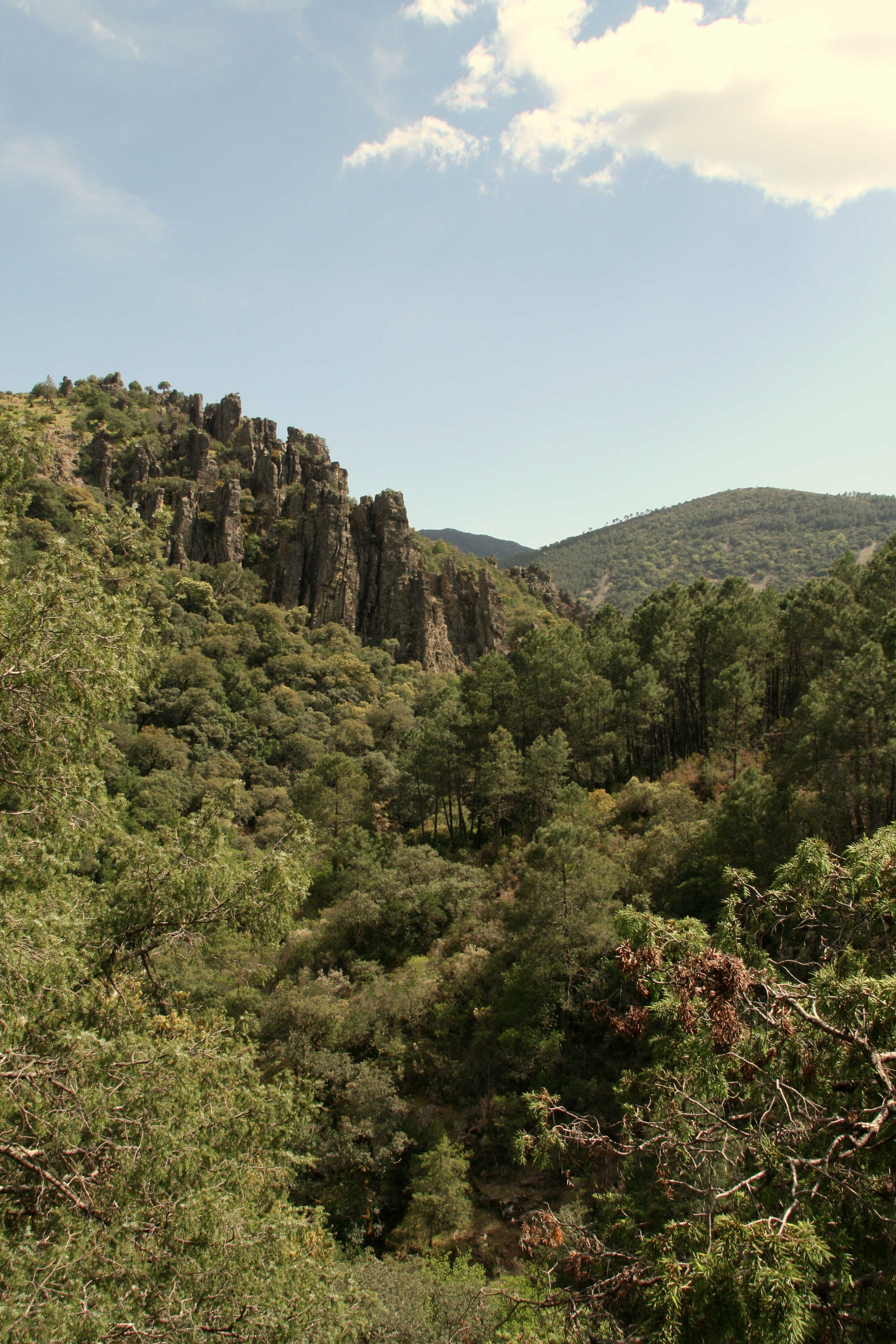
Valle de Las Batuecas

La sierra de Francia está situada en el sur de la provincia de Salamanca y ocupa una superficie de 628,43 km². Es una de las subdivisiones del sistema Central. Su paisaje se caracteriza por la gran extensión de montes poblados de grandes masas boscosas y valles por los que circulan numerosos ríos y arroyos. El punto más alto de todo el conjunto montañoso es el pico de La Hastiala (1735 m s. n. m.), situado entre los términos municipales de Monsagro y El Maíllo, pero el más famoso es el de la Peña de Francia (1727 m s. n. m.), que se encuentra entre los términos de El Cabaco y Monsagro. En su cima hay un santuario mariano, un repetidor de RTVE y un mirador. También son reseñables las cumbres de la Mesa del Francés (1638 m s. n. m.) y el Pico Robledo (1614 m s. n. m.).

## Diversidad biológica
La sierra de Francia ha sido declarada reserva de la Biosfera por la Unesco junto a la sierra de Béjar y alrededores.

### Fauna
Entre las especies de mamíferos son habituales el tejón, cabra montesa, gato montés, meloncillo, garduña, desmán ibérico y nutria, además de corzo, ciervo y jabalí.
La cigüeña negra, joya ornítica de la sierra, tiene una pequeña colonia, pese a ello de un valor trascendental por su condición de puente entre las poblaciones existentes en el parque natural de Arribes del Duero y las que habitan en Extremadura. Además de ésta posee cucos, perdices, palomas torcaces, tórtolas, petirrojos, escribanos, mirlos, alcaudones, lavanderas, herrerillos y una larga lista de pobladores.

### Flora
Su importancia vegetal radica principalmente en la existencia de bosques galaico-portugueses de roble rebollo y roble carballo (en cuyo sotosbosque crecen acebos, serbales y arce menor) y los castaños, que constituyen una población de gran valor por su adaptación al clima de la zona pues sólo se encuentran en zonas bastante húmedas durante todo el año. Entre otros ecosistemas con los que cuenta se podrían destacar los brezales secos europeos y oromediterráneos endémicos con aliaga, las zonas subestépicas de gramíneas y anuales del Thero-Brachypodietea, encinares de quercus ilex y quercus rotundifolia, los bosques de castanea sativa, los alcornocales de quercus suber y los pinares mediterráneos de pinus pinaster y pinus sylvestris.
Además aparecen grandes áreas cultivadas de árboles frutales, viñedos y olivares, entre los que destacan por su extensión los cultivos de cerezo, base económica de muchos pueblos de la sierra.
En las cumbres más altas de la sierra la vegetación se adapta al clima de montaña, dominando el piorno y el erizón entre pastos pastoriles.
Es el único lugar de la región biogeográfica mediterránea española en la que se ha encontrado el briofito bruchia vogesiaca.

## Hidrografía
La sierra de Francia es atravesada por varios cursos fluviales que producen numerosas cascadas, como la del Chorro, en el valle de Las Batuecas. El principal de todos ellos es el río Alagón, en el que desembocan el río Ladrillar, el río Francia y el río Quilamas.
La sierra se establece en la divisoria de dos cuencas hidrográficas: los ríos Alagón, Francia y Batuecas vierten al Tajo, mientras que el Agadón pertenece al Duero.

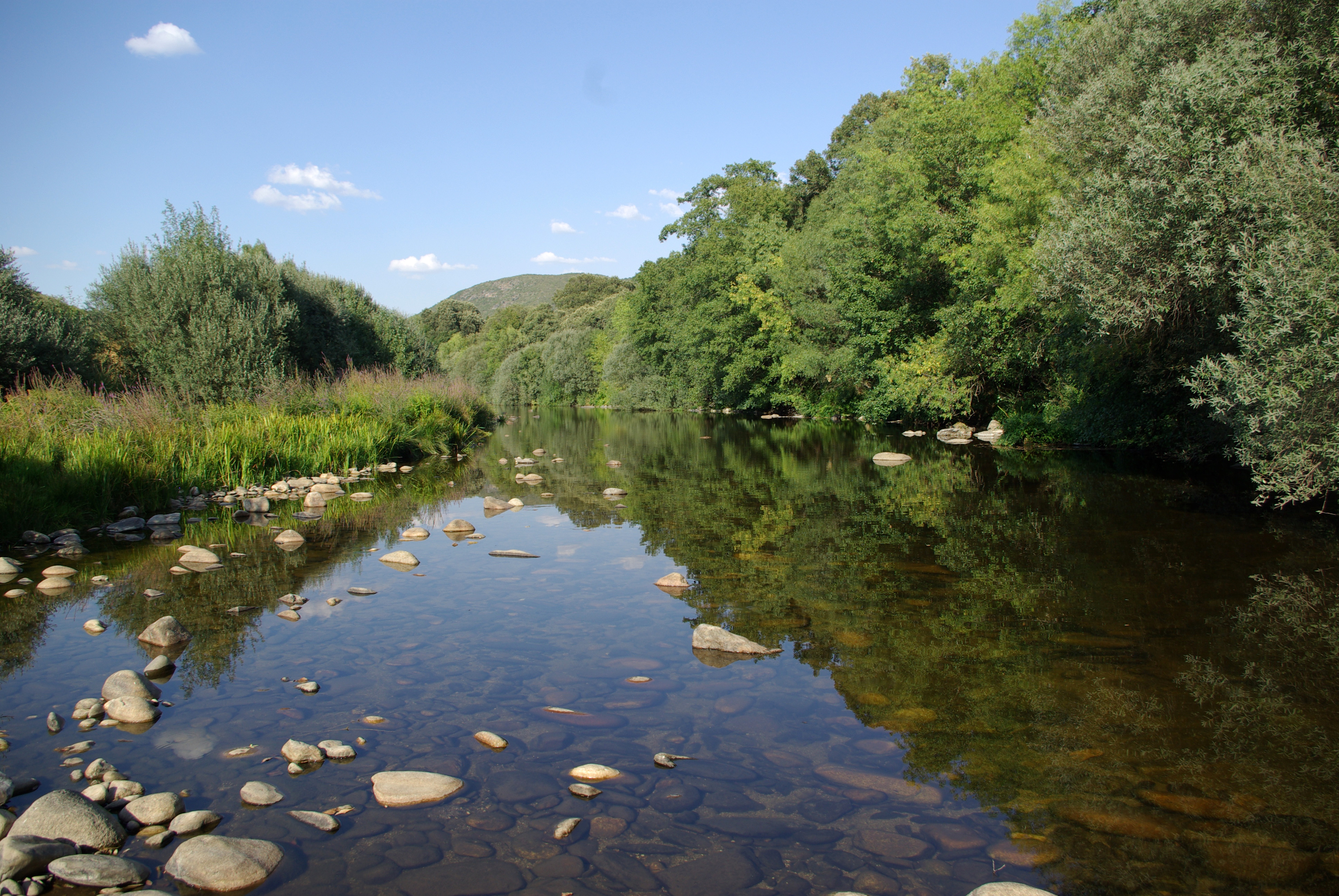
Río Alagón
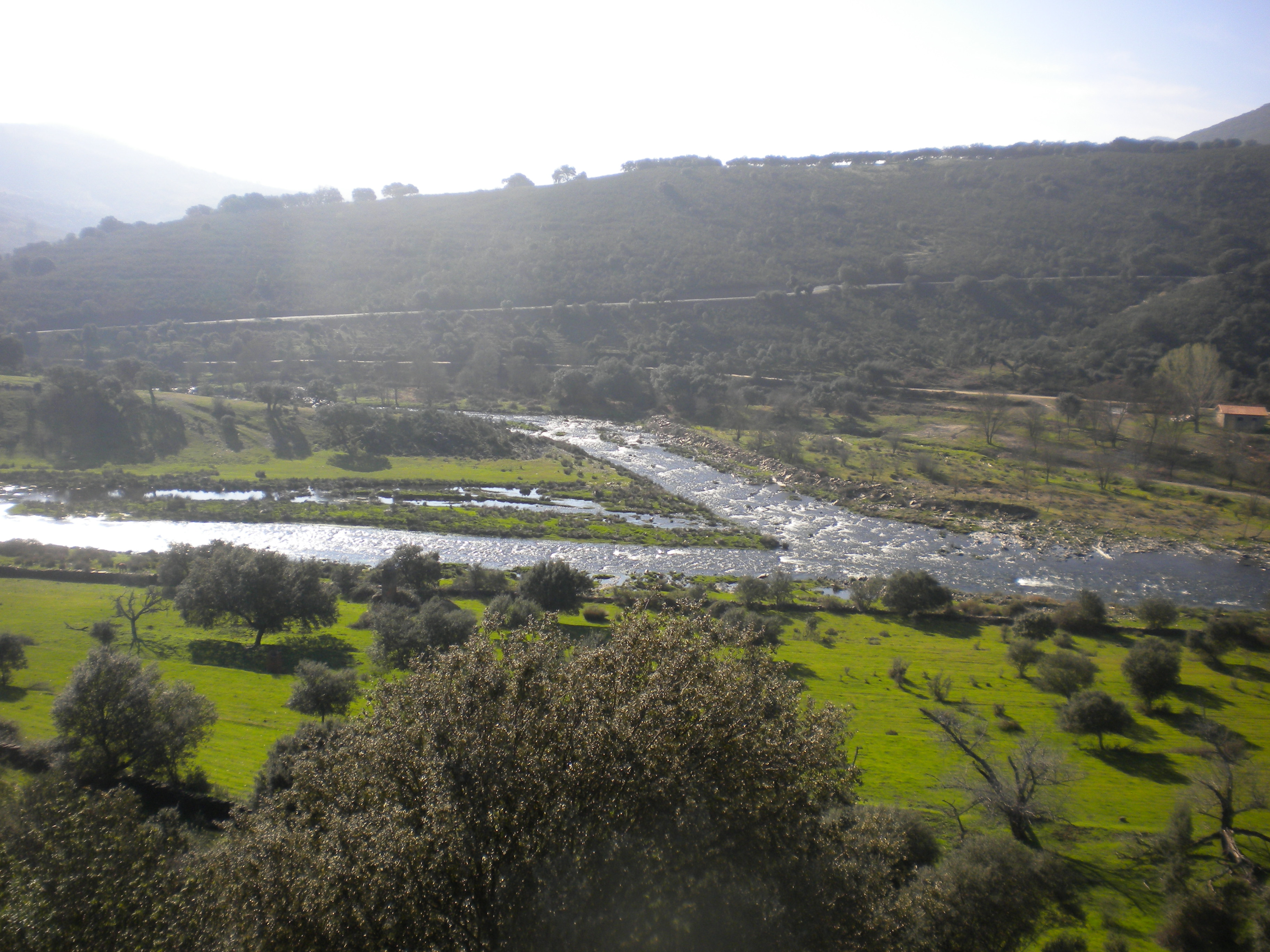
Río Cuerpo de Hombre
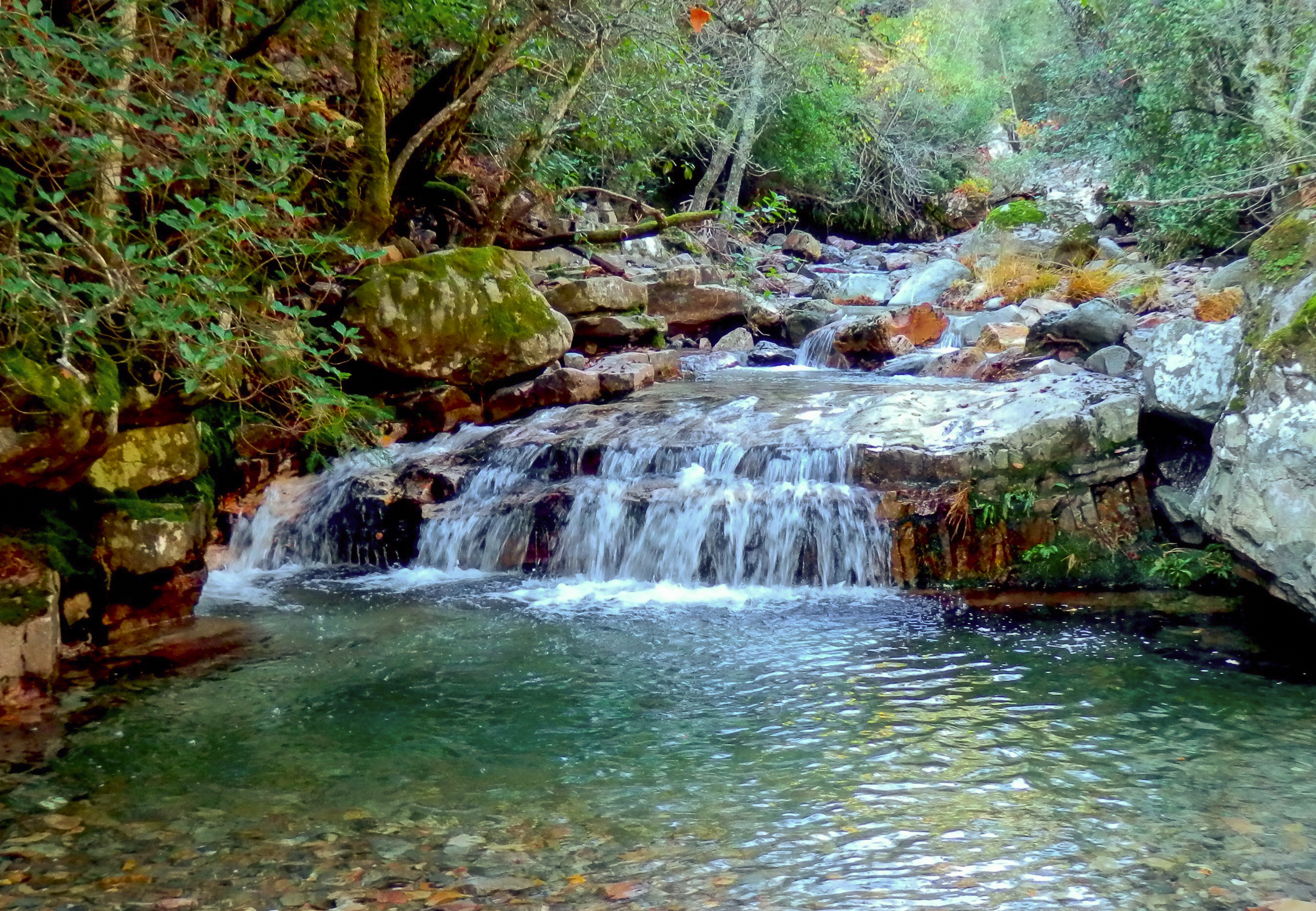
Río Batuecas
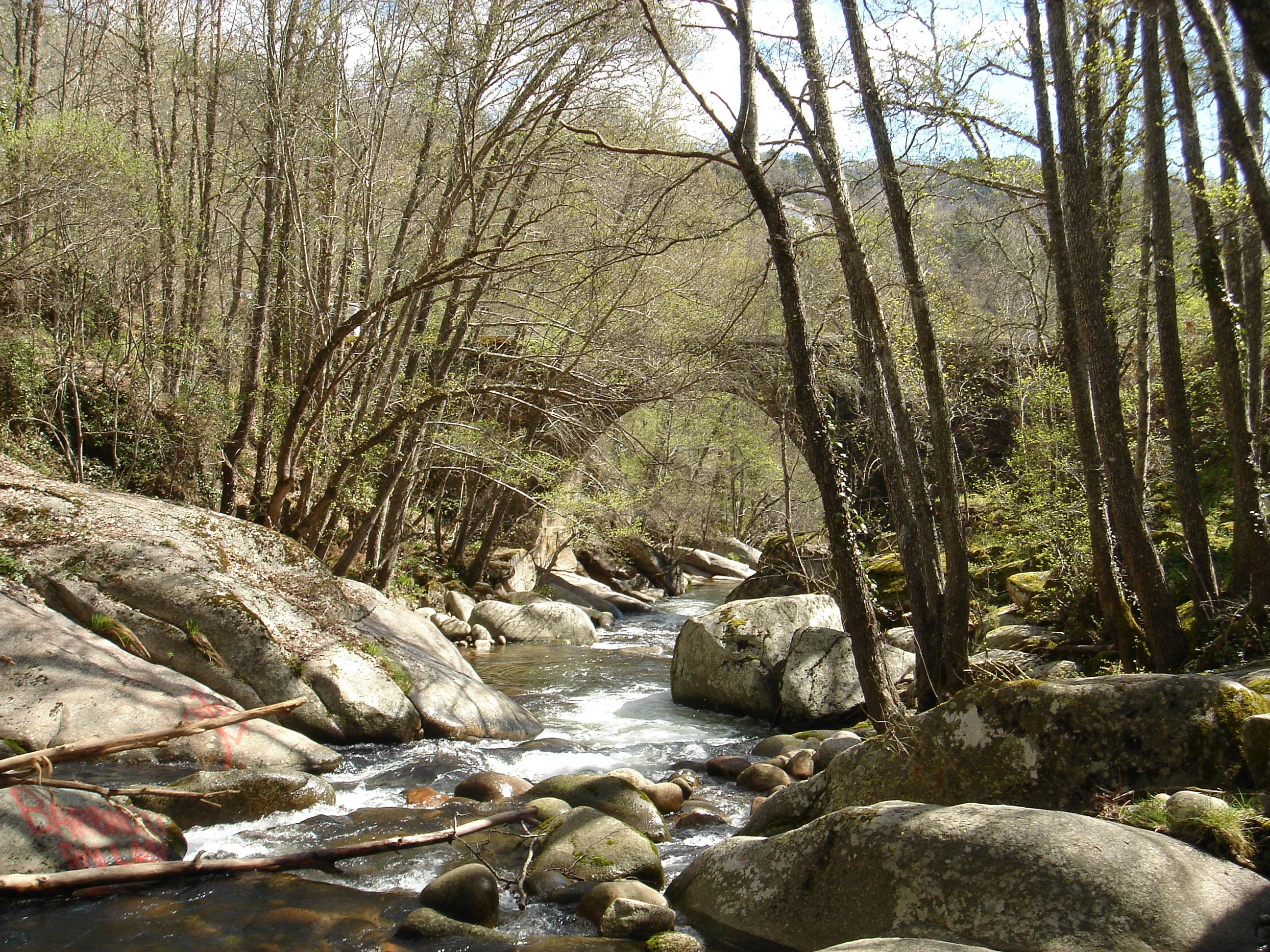
Río Francia
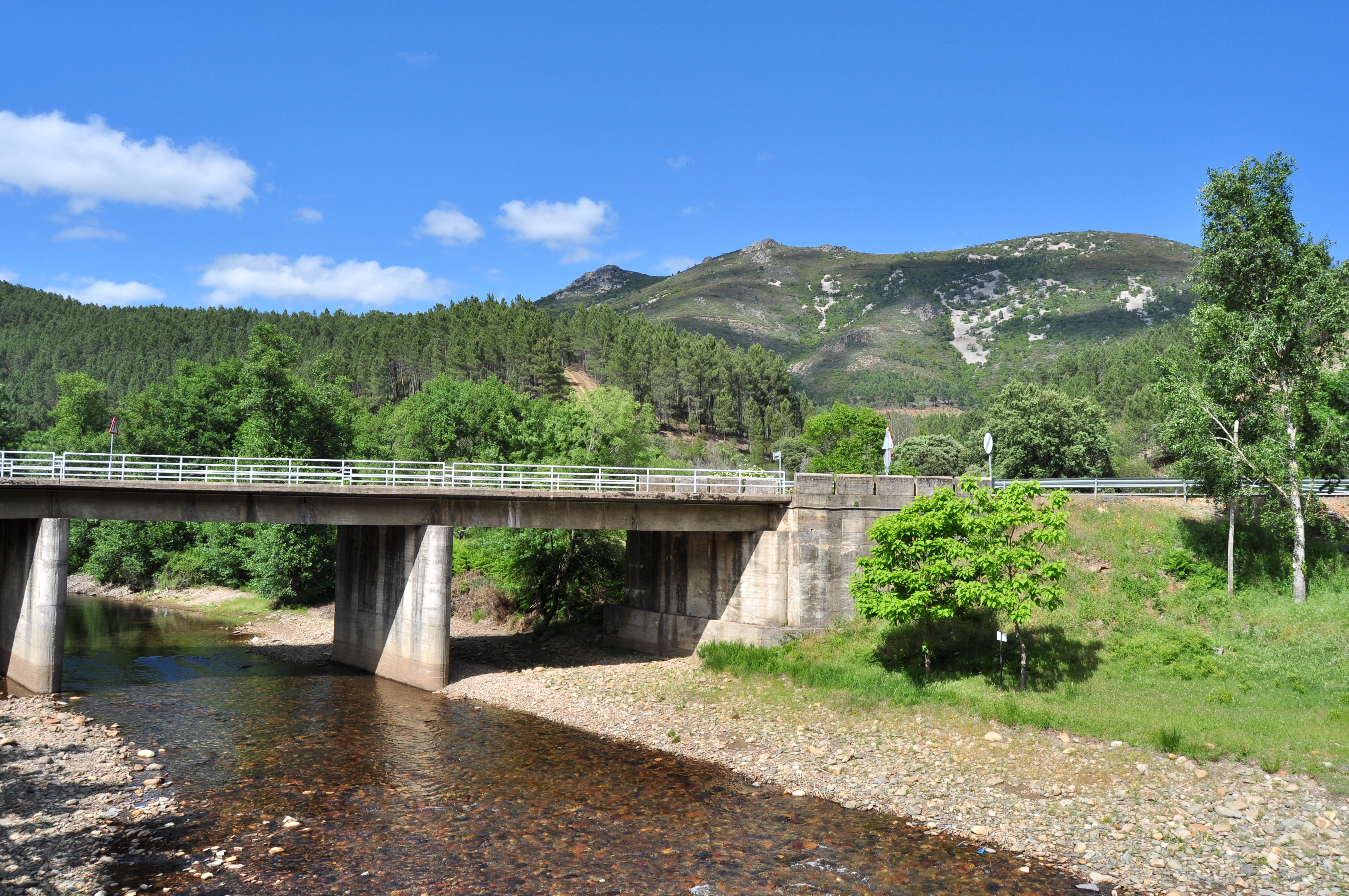
Río Ladrillar